# ناحية سدة الهندية
ناحية سدة الهندية وهي مدينة عراقية تقع في وسط العراق ضمن منطقة الفرات الأوسط جنوب بغداد في محافظة بابل يبلغ عدد سكانها بحوالي 115,641 نسمة بحسب تقديرات وزارة البلديات والأشغال العامة لعام 2014.

## التسمية
سميت المدينة باسم السدة التي أنشأت على نهر الفرات وهي سدة الهندية بالقرب من محافظة كربلاء وأصبحت من أهم المدن في المحافظة.
== الموقع == يقع في محافظة بابل تبعد عن العاصمة بغداد بحوالي 80كم2 وعن مدينة الحلة 25كم2 وتقع قرب سدة الهندية المقامة على نهر الفرات.
المناطق المجاورة لها وهي كالتالي :
1. من الشمال - مركز قضاء المسيب
2. من الجنوب - قضاء الحلة : ناحية سنجار
3. من الشرق - قضاء المحاويل
4. من الغرب - محافظة كربلاء : قضاء الهندية

## تاريخ التأسيس
يعود تاريخ تأسيس ناحية سدة الهندية إلى عام 1911م أو 1913م عندما أنشأت سدة الهندية على نهر الفرات وذلك لرفع منسوب المياه في كربلاء وبابل . وقد كانت عبارة عن قرية صغيرة يسكنها مجموعة من المزارعين والفلاحين حتى زاد عدد سكانها للتحول إلى ناحية عام 1921م تتبع قضاء المسيب.